# Pierre Warnant
Le baron Pierre Warnant, né à Ixelles le 16 février 1905 et mort à Bruxelles le 13 octobre 1967, est un ingénieur et homme politique libéral belge de tendance libérale.

## Biographie
Pierre Paul Charles Albert Warnant, né à Ixelles le 16 février 1905, est le fils de Pierre Warnant et de Marquette Franchomme. Il épouse le 21 novembre 1929 à Saint-Gilles Suzanne Henricot. 
Pierre Warnant obtient un diplôme d'ingénieur commercial à l'Université libre de Bruxelles (ULB) et devient gestionnaire d'entreprises. 
Il rejoint le PLP (Parti libéral) et est désigné sénateur provincial du Brabant (1949-1950; 1954-1958; 1961-1965) et élu sénateur de l'arrondissement de Nivelles (1950-1954; 1958-1961; 1965-1968). Il est nommé en 1962 vice-président du sénat.
Il est député au Parlement européen de 1958 à 1965.
Il est également président ou administrateur dans de nombreuses sociétés : Les Glaceries Saint-Roch, les usines Émile Henricot, la Société minière ou géologique du Zambèze, la Beira Anglo-Belgian Cie, Euroblan SA, Solura SA, Sogaz, Carrières de porphyre de Quenast, SA des Glaces d'Auvelais, Crédit ouvrier du bassin de la Dyle, etc.
À la suite de son décès à Bruxelles le 13 octobre 1967, il est inhumé au cimetière d'Ixelles.

## Hommages et distinctions
En mai 1965, Pierre Warnant est créé baron à titre personnel par le roi Baudouin Ier.
Un prix littéraire porte son nom.
Une avenue a été baptisée « Avenue Pierre Warnant » à Court-Saint-Étienne.
Il a reçu les distinctions suivantes :
- Commandeur de l'ordre de Léopold (Belgique) ;
- Chevalier de l'ordre de la Couronne (Belgique) ;
- Commandeur de l'ordre du Mérite de la République italienne‎ ;
- Commandeur de l'ordre royal de Georges Ier de Grèce.